# Sergio D’Antoni
Sergio D’Antoni (ur. 10 grudnia 1946 w miejscowości Caltanissetta) – włoski prawnik, działacz związkowy, parlamentarzysta, były wiceminister rozwoju gospodarczego.

## Życiorys
Ukończył studia prawnicze, został następnie wykładowcą prawa pracy na Uniwersytecie w Palermo. Zaangażował się w działalność centrali związkowej – Włoskiej Konfederacji Pracowniczych Związków Zawodowych (CISL). Był jej sekretarzem na szczeblu prowincji i regionu. Od 1991 do 2000 kierował całą organizacją, zajmując stanowisko sekretarza generalnego. Pełnił również funkcje kierownicze w organach międzynarodowych central związkowych.
W 2001 został posłem do Sycylijskiego Zgromadzenia Regionalnego. Wcześniej w tym samym roku założył nowe ugrupowanie pod nazwą Europejska Demokracja, które poniosło porażkę w wyborach krajowych. W 2002 przyłączył się wraz z nim do nowo powołanej Unii Chrześcijańskich Demokratów i Centrum. W 2004 odszedł do opozycyjnej wówczas partii Margherita. W tym samym roku z poparciem Drzewa Oliwnego w wyborach uzupełniających został wybrany do Izby Deputowanych XIV kadencji, mandat utrzymał również na XV kadencję w 2006. W rządzie Romano Prodiego od 2006 do 2008 sprawował urząd wiceministra rozwoju gospodarczego jako zastępca Piera Luigiego Bersaniego.
W 2007 został członkiem Partii Demokratycznej. W 2008 uzyskał reelekcję na XVI kadencję (mandat wykonywał do 2013).